# 石川洋子
石川 洋子（いしかわ ようこ）は、日本のフィギュアスケート選手（アイスダンス、女子シングル）。パートナーは西浜直敏、広瀬明満。神奈川県出身。
1968年全日本フィギュアスケート選手権優勝。

## 経歴
1964年、全日本ジュニア選手権に女子シングルで出場し優勝。
1966年、広瀬明満とカップルを組み出場した全日本選手権で湯沢憲子/松本宣久組に次いで2位に入る。1967年、神奈川スポーツ賞を受賞。1968年、西浜直敏とカップルを組み出場した全日本選手権で初優勝を果たす。

## 主な戦績
- 1964-65シーズンは女子シングル。
- 1966-67シーズンは広瀬明満とカップル。
- 1968-69シーズンは西浜直敏とカップル。

| 大会/年              | 1964-65 | 1966-67 | 1967-68 | 1968-69 |
| -------------------- | ------- | ------- | ------- | ------- |
| 全日本選手権         |         | 2       |         | 1       |
| 全日本ジュニア選手権 | 1       |         |         |         |

## 受賞歴
- 神奈川スポーツ賞（1967年）